# Municipio de Morley
El municipio de Morley (en inglés: Morley Township) es un municipio ubicado en el condado de Scott en el estado estadounidense de Misuri. En el año 2010 tenía una población de 1714 habitantes y una densidad poblacional de 17,88 personas por km².

## Geografía
El municipio de Morley se encuentra ubicado en las coordenadas 37°1′6″N 89°38′12″O / 37.01833, -89.63667. Según la Oficina del Censo de los Estados Unidos, el municipio tiene una superficie total de 95.86 km², de la cual 95,73 km² corresponden a tierra firme y (0,14 %) 0,13 km² es agua.

## Demografía
Según el censo de 2010, había 1714 personas residiendo en el municipio de Morley. La densidad de población era de 17,88 hab./km². De los 1714 habitantes, el municipio de Morley estaba compuesto por el 81,1 % blancos, el 14,94 % eran afroamericanos, el 0,41 % eran amerindios, el 0,06 % eran isleños del Pacífico, el 0,88 % eran de otras razas y el 2,63 % eran de una mezcla de razas. Del total de la población el 1,93 % eran hispanos o latinos de cualquier raza.